# Casa Ricós Roig
La Casa Ricós Roig és un edifici del municipi de Cardedeu (Vallès Oriental) que forma part de l'Inventari del Patrimoni Arquitectònic de Catalunya.

## Descripció
És una casa de tipologia entre mitgeres, de planta baixa i dos pisos i coberta a dues vessants. La façana està força carregada d'ornamentació neoclàssica, amb llindes en relleu i columnes que flanquegen les finestres, amb capitells decorats. La pintura, d'ocre clar i vermell fort, reforça el decorativisme de la façana. La façana acaba en balustrada, amb balustres de pedra.

## Història
Podrien datar la casa, de la que no tenim dades segures, a principis de segle xx; tant pel seu estil eclèctic, com perquè a finals dels s. XIX hi havia una dinàmica de desplaçar l'eix del poble cap a la carretera de Caldes, on s'hi feien nombroses construccions, degut a l'atracció de la nova carretera i el ferrocarril.